# Опорний заклад освіти "Миргородський ліцей імені Івана Андрійовича Зубковського Миргородської міської ради Полтавської області"
Миргородський ліцей імені Івана Андрійовича Зубковського функціонує з 1 вересня 1985 року. З 2012 року працює в мережі шкіл сприяння здоров'ю.

## Історія створення
Відкрита Миргородська середня школа № 9 1 вересня 1985 року відповідно до рішення виконавчого комітету Миргородської міської ради Полтавської області № 369 від 21 серпня 1985 року «Про відкриття в місті нової школи на 1176 місць». Зокрема, в цьому рішенні говориться: «1. Відкрити в місті з 1 вересня 1985 року середню школу на 1176 місць з продовженим днем. 2. Присвоїти новій школі № 9. Встановити адресу школи: м. Миргород, вул. Перемоги, 11».
Із «Акту державної приймальної комісії по прийомці в експлуатацію закінченого будівництвом об'єкта» відомо, що школа прийнята в експлуатацію 29 серпня 1985 року; будівництво здійснювалось генеральним підрядником Миргородським БУ комбінату «Полтавапромбуд» та субпідрядними організаціями: БУ-545 тресту «Сантехмонтаж-60», БУ-405 тресту «Південелектромонтаж», БУ-402 тресту «Південелектромонтаж», БМУ «Дорбуд» комбінату «Полтавапромбуд», ПМК-5; проектно-кошторисна документація виконана українським зональним проектним інститутом «Укркурортпроект», м. Київ по типовому проекту № 224-1-88; будівельні роботи розпочаті в листопаді 1984 року та завершені в серпні 1985 року; загальна вартість робіт 1 мільйон 396 тисяч радянських карбованців.
За час існування чотири рази змінювалась назва школи:
1. З 01.09.1985 по 19.07.2002 — Миргородська середня школа № 9.
2. З 20.07.2002 по 17.12.2004 — Миргородська середня загальноосвітня школа І—III ступенів № 9.
3. З 18.12.2004 по 27.08.2013 — Миргородська загальноосвітня школа І—III ступенів № 9 Миргородської міської ради Полтавської області.
4. З 28.08.2013 — Миргородська загальноосвітня школа І—III ступенів № 9 імені Івана Андрійовича Зубковського Миргородської міської ради Полтавської області.
5. З 25.08.2021 — Опорний заклад освіти "Миргородський ліцей імені Івана Андрійовича Зубковського Миргородської міської ради Полтавської області".

Будівля ліцею триповерхова, оснащена 10 кабінетами, 2 майстернями, актовою і спортивною залою, бібліотекою, медичним кабінетом та 19 класними кімнатами.
Директором школи у 1985 році було призначено Сидоренка Віктора Івановича, який очолив колектив із 91 працівника. На початку існування в школі навчалося 1122 учні (42 класи). Навчальний заклад працював у дві зміни.
З 2011 року ліцей очолює директор школи Лушин Юрій Васильович.
З 2004 по 2013 роки в старших класах навчального закладу було введено профільне навчання (математичні, гуманітарні класи).

## Музеї ліцею

### Музей народознавства
У 1991 році директор школи В. І. Сидоренко запропонував заснувати у школі музей народознавства. Була створена ініціативна група, яку очолив заступник директора школи з навчально-виховної роботи Шаповалов В. А. У витоків створення музею стояли такі вчителі, як: Ваца Л.А, Гаврилюк Н. І., Індиченко К. Д., Грядунова В. В., Шапочка Т. Г., Сухомлин О. О., Горобець С. М., Почеп Л. І., Оніщенко Л. О.
Художнє оформлення музею належить миргородському художнику Кривобоченку А. М.
Першим керівником музею була учитель української мови Ваца Лариса Анатоліївна.
Головним завданням музею було і залишається розширення і поглиблення знань учнів про звичаї, традиції, побут українського народу, виховання високої культури, естетичних смаків, поваги до звичаїв, традицій українців
У 1992 році шкільному музею за велику пошуково-дослідницьку роботу видано «Свідоцтво про присвоєння звання шкільний музей № 144».
Експозиційний зал налічує 7 розділів:
1. Сільське подвір'я.
2. Кут сільської хати.
3. Піч у хаті.
4. Гончарство.
5. Український національний одяг.
6. Українська вишивка.
7. Землеробство.

Музей і до цього часу залишається центром роботи учителів та учнів ліцею. Крім екскурсій, на базі музею проводяться музейні уроки, години спілкування, майстер-класи, методичні об'єднання учителів ліцею, міста, міські, районні, обласні семінари з краєзнавчої роботи. У 2014 році музей став переможцем загальноміського конкурсу-огляду музеїв серед закладів освіти

### Кімната Бойової Слави
На базі історичного кабінету Миргородської ЗОШ І-ІІІ ступенів № 9 у 1989 році було створено кімнату Бойової Слави. Її засновниками були: ветеран німецько-радянської війни Дмитренко Андрій Петрович, військовий керівник школи Попов Владислав Георгійович, учитель історії Пащенко Людмила Іванівна.
Девіз клубу «Пошук»: «Пам'ять. Обов'язок. Вірність».
Згодом в історичному кабінеті з'явилися військові реліквії, фотографії, документи, фронтові листи — так створювалася кімната Бойової Слави.
Члени клубу під керівництвом Пащенко Л. І. проводили екскурсії, зустрічі з ветеранами, дітьми війни, місцевими краєзнавцями, брали активну участь у загальноміських заходах, здійснювали щорічні походи по місцях бойової слави, працювали в архівах, дослідили історію концтабору в м. Хорол, підтримували зв'язки із Радою ветеранів 373-ї Миргородської стрілецької дивізії. Учасники клубу «Пошук» є неодноразовим переможцем Всеукраїнської туристсько-краєзнавчої експедиції «Краса і біль України».
У 2014 році керівником клубу «Пошук» став учитель історії, правознавства та громадянської освіти Пронька Андрій Миколайович.

### Музей Івана Андрійовича Зубковського
З 1 вересня 2013 року ліцей носить ім'я засновника Миргородського курорту, почесного громадянина міста Миргород, відомого лікаря та громадського діяча свого часу — Івана Андрійовича Зубковського. У ліцеї відкрито музейну кімнату та організовано екскурсійну програму.

## Діяльність у мережі шкіл сприяння здоров'ю
З 2012 року ліцей працює в мережі шкіл сприяння здоров'ю. В навчальному закладі в 2014 році був відкритий кабінет здоров'я. Учні 1 класів відвідують уроки хореографії, працює гурток «Здоров'я», факультатив «Юний журналіст», створена агітбригада «Крок вперед», яка пропагує здоровий спосіб життя. В навчальному закладі створено «Модель школи сприяння здоров'ю», а в класних колективах розроблена «Модель класу сприяння здоров'ю».
У 2013 році навчальному закладу присвоєно ім'я засновника курорту «Миргород», лікаря, генерала Івана Андрійовича Зубковського.

## Учителі
Учительські династії школи:
- Дубина Віра Миколаївна (заступник директора школи та учитель німецької мови); Горскене Світлана Борисівна (учитель початкових класів) — її донька;
- Віктор Іванович Сидоренко (директор); його дружина Сидоренко Валентина Леонідівна (учитель математики); їх донька Тетяна Вікторівна (учитель обслуговуючої праці);
- мати і донька Водолівова Олександра Іванівна та Ірина Василівна.

Внесок у розвиток освітнього закладу зробили перший заступник директора школи з навчально-виховної роботи Назаренко Анастасія Павлівна, яка в перші роки існування школи організовувала навчально-виховний процес.
Дубина Віра Миколаївна з 1985 по 2003 рік працювала учителем німецької мови, заступником директора школи. Була нагороджена знаком «Відмінник освіти України».
Король Марія Івнівна — вчитель російської мови і літератури з 1963 по 2003 рр. Свою педагогічну діяльність розпочала в 1963 році в цілинному радгоспі Єльтайський в Північному Казахстані, де працювала вчителем початкових класів. Потім вступила в педагогічний інститут ім. Ч. Ч. Валіханова в м. Кокчетаві на філологічний факультет. З 1966 року працювала завідувачкою районного методичного кабінету в райцентрі Кзил-Ту. А в 1969 році переїхала разом з чоловіком, військовим, на постійне місце проживання в Україну. Спочатку працювала в селі Хітці Лубенського району, а потім 15 років — учителем російської мови і літератури в середній школі № 7 м. Миргорода, а з 1985 року і до виходу на пенсію у 2003 році працювала в середній школі № 9 м. Миргорода. Загальний педагогічний стаж — 40 років. Марія Іванівна Король — спеціаліст вищої категорії. В 1981 році була нагороджена грамотою Міністерства освіти України, 1987 році їй було присвоєно звання «Старший учитель», в 1996 році Міністерством освіти України нагороджена знаком «Відмінник освіти України», а в 2000 році присвоєно звання «Учитель-методист». Перебуваючи на пенсії, продовжує брати участь в громадському і культурному житті міста. Два рази в музеї були організовані її персональні виставки вишивки, часто виступає в різних творчих заходах, на яких читає свої вірші. Нещодавно вийшла в світ її збірка поезій (155 віршів).
Пащенко Людмила Іванівна — учитель історії та правознавства, на пенсії за вислугою років, трудовий стаж — 37 років.
Людмила Іванівна з 1986 року по 2014 рік працювала вчителем історії та правознавства в Миргородській загальноосвітній школі І—III ступенів № 9 імені Івана Андрійовича Зубковського. Кваліфікація «спеціаліст вищої категорії». У 1999 року отримала звання «Учитель-методист». У 2001 році нагороджена Почесною грамотою Міністерства освіти України та грамотою обласного управління освіти. У 1988—1989 навчальному році за ініціативи Людмили Іванівни в школі створено клуб «Пошук», він діє і по цей час, який із 1995 року був постійним лауреатом туристсько-краєзнавчих експедицій «Краса і біль України», «Історія міст та сіл України», а також створено Кімнату бойової слави. Була переможцем загальноміського рейтингу популярності «Людина року — 2012». Брала участь у міському конкурсі «Урок року — 2011» і посіла 2 місце. Переможець загальноміського конкурсу «Найкращий навчальний кабінет — 2012» в номінації «Історія». У 2014 році стала лауреатом міського конкурсу на найкращу музейну кімнату ЗНЗ міста у номінації «Патріотичне виховання учнівської молоді».
Малій Людмила Степанівна — учитель початкових класів Миргородської загальноосвітньої школи І —III ступенів № 9 імені Івана Андрійовича Зубковського.
В серпні 1984 року після закінчення Кіровоградського державного педагогічного інституту ім. О. С. Пушкіна була направлена на роботу у восьмирічну школу № 2 ім. Д. Гурамішвілі. Через рік разом зі своїм класом перейшла працювати в загальноосвітню школу № 9. Обрана головою методичного об'єднання вчителів початкових класів школи, а згодом і головою міського методичного об'єднання. Брала участь у II турі Всеукраїнського конкурсу «Творча особистість учителя». Стала переможцем конкурсу «Урок року». Була переможцем загальноміського рейтингу популярності «Людина року — 2006».Лауреат конкурсу «Конспект уроку», лауреат конкурсу «Кабінет року». Здобула перемогу в конкурсі «Портфоліо голови міського методичного об'єднання вчителів початкової школи». Стала автором найкращої роботи XIII обласної ярмарки педтехнологій. Займається науковою роботою, в 2015 році нею видано посібник «Розвиток комунікативних навичок молодших школярів на уроках української мови».

## Відомі випускники
Рябчун Сергій Васильович — легкоатлет (десятиборство). Майстер спорту України, шестиразовий чемпіон України серед молоді, багаторазовий призер чемпіонату України серед дорослих, учасник Чемпіонатів Європи.
Мельник Владислав Валерійович — боєць (тайський бокс). Багаторазовий призер та переможець обласних змагань, багаторазовий призер та переможець усеукраїнських змагань, чемпіон України з тайського боксу, чемпіон Європи з тайського боксу, чемпіон світу з кікбоксінгу (2011—2012 р.), чемпіон України з класичного боксу.
Дубина Олександр Сергійович — директор Миргородського художньо — промислового коледжу ім.. М. В. Гоголя Полтавського національного технічного університету ім. Ю. Кондратюка. (з 2015 року).

## Сучасність
У 2015—2016 навчальному році у Миргородській ЗОШ І—III ст. № 9 імені І. А. Зубковського працювало 50 вчителів. З них:
- «учитель-методист» — 3
- «старший вчитель» — 8
- вища категорія — 17
- І категорія — 16
- II категорія — 11
- спеціаліст — 10

З 2012 року в ліцеї запроваджуються здоров'язбережувальні технології та методики в рамках діяльності Школи сприяння здоров'ю. З 1 вересня цього ж року відновило роботу шкільне радіо та запроваджено ранкову зарядку для всіх учнів ліцею (нині - лише для початкових класів). В 2014 році в ліцеї відкрито кабінет Здоров'я (для роботи гуртків здоров'я, проведення уроків фізкультури в початкових класах та занять дітей в спеціальних медичних групах)
В початкових класах запроваджуються оздоровчі методики: фізкультхвилинки, гімнастика для очей, масажні килимки, парти-конторки (по В. П. Базарному), сенсорні хрести та багато іншого. Класи працюють в пілотному проекті «Абетка харчування» за сприяння компанії «Нестле Україна».
В ліцеї реалізуються загальношкільні оздоровчі проекти: «Клас сприяння здоров'я», « Куточок здоров'я», «Озеленення класної кімнати», «Традиції збереження здоров'я в моїй родині». Ліцей є базовим в Миргороді з впровадження проекту «Профілактика ВІЛ-СНІДУ серед учнівської молоді». У рамках реалізації Всеукраїнського фестивалю «Молодь обирає здоров'я» в ліцеї створена і успішно працює агітбригада «Крок уперед», яка є постійним учасником обласного етапу конкурсу.
Станом на 05 вересня 2024 (2024-2025 н.р) року ліцей нараховував загалом 921 учнів, з них 457 дівчат та 464 хлопців.
В свою чергу, кадровий склад ліцею виглядає наступним чином:

62 педагогічні працівники, з них: 

- Спеціаліст – 13 осіб
- ІІ категорія – 13 осіб
- І категорія – 13 осіб
- Вища категорія – 23 особи
- Старший вчитель – 13 осіб
- Учитель-методист – 3 особи

А також є такі педагогічні посади:

- Вчитель початкових класів
- Вчителі-предметники 5-11 класів
- Асиситенти вчителя
- Психолог практичний
- Соціальний педагог
- Педагог-організатор